# Northrop A-17
Штурмовик Northrop A-17 — двухместный одномоторный моноплан с возможностью применения в качестве лёгкого бомбардировщика. Самолёт являлся дальнейшим развитием модели Northrop Gamma 2F с незначительными доработками. Серийное производство началось в 1935 году корпорацией Northrop для ВВС Армии США. В Британском Содружестве он проходил под названием «Номад».

## Разработка
Базовая модель Northrop Gamma 2F также являлась штурмовиком, разработанном на основе транспортного самолёта Northrop Gamma. Разработка шла параллельно с Northrop Gamma 2C (построен в единичном экземпляре), получившим обозначение YA-13 и XA-16. На Gamma 2F изменили хвостовое оперение, существенно удлинили фонарь кабины и закрылки по сравнению с Gamma 2C. Также машина получила полуубирающимся шасси. Испытания начались 6 октября 1934 года в авиакорпусе армии Соединённых Штатов. По результатам испытаний были внесены ещё несколько изменений, включавших установку обычного неподвижного шасси, после чего машина была принята на вооружение авиакорпусом США под обозначением А-17. Общий заказ, сделанный ВВС в 1935 году, составил 110 самолётов на сумму 2.000.000 долларов.
Конечный вариант A-17 получил перфорированные закрылки и неподвижное шасси с частичными обтекателями. Он оснащался как внутренним бомбоотсеком, так и внешними бомбодержателями.
Позднее Northrop разработал новое шасси, на этот раз полностью убирающееся. Эта модификация получила название А-17А. Армейский авиационный корпус разместил заказы на 129 таких самолётов. К тому времени, когда они были поставлены, корпорация Northrop была поглощена компанией Douglas Aircraft Company, поэтому экспортные модели были известны как Douglas Model 8.

## Боевое применение

### Соединённые Штаты
А-17 поступил на вооружение ВВС США в 1936 году. Тогда они ещё назывались Авиационным корпусом Армии США. Самолёт сразу зарекомендовал себя как надёжный штурмовик и пользовался популярностью среди пилотов. Однако, в 1938 году командование ВВС решило, что штурмовик должен быть многомоторным, что сделало А-17 неактуальным.
С 14 декабря 1941 года А-17 применялись для патрулирования побережья в составе 59-й лёгкой бомбардировочной эскадрильи на Тихоокеанской стороне Панамского канала. Последний оставшийся А-17, применявшийся в качестве вспомогательного самолёта, был снят с вооружения ВВС США в 1944 году.

### Аргентина
Аргентина приобрела 30 штурмовиков 8А2 в 1937 году и получила их в период с февраля по март 1938 года. Самолёты получили серийные номер с 348 по 377. Они оставались на фронтовой службе до тех пор, пока не были заменены на I.Ae 24 Calquin, после чего продолжили свою карьеру в качестве учебных и разведывательных самолётов вплоть до их последнего полёта в 1954 году.

### Перу
Перу заказала десять штурмовиков Model 8A-3PS, которые поставлялись с 1938 года. Эти самолёты использовались в боевых действиях Перу в Перуано-эквадорской войне июля 1941 года. Уцелевшие самолёты были дополнены 13 штурмовиками 8А5 из Норвегии, доставленными через Соединённые Штаты в 1943 году (Douglas A-33). Они оставались на вооружении Перу до 1958 года.

### Швеция
Шведское правительство приобрело лицензию на производство модификации А-17 с двигателем Bristol Mercury, построив 63 B 5Bs и 31 B 5Cs, производство которых велось с 1938 по 1941 год. Они были заменены на вооружении шведских ВВС Saab 17 с 1944 года. Шведская версия штурмовика применялась в качестве пикирующего бомбардировщика, и в этом качестве она хорошо показана в фильме 1941 года «Första divisionen».

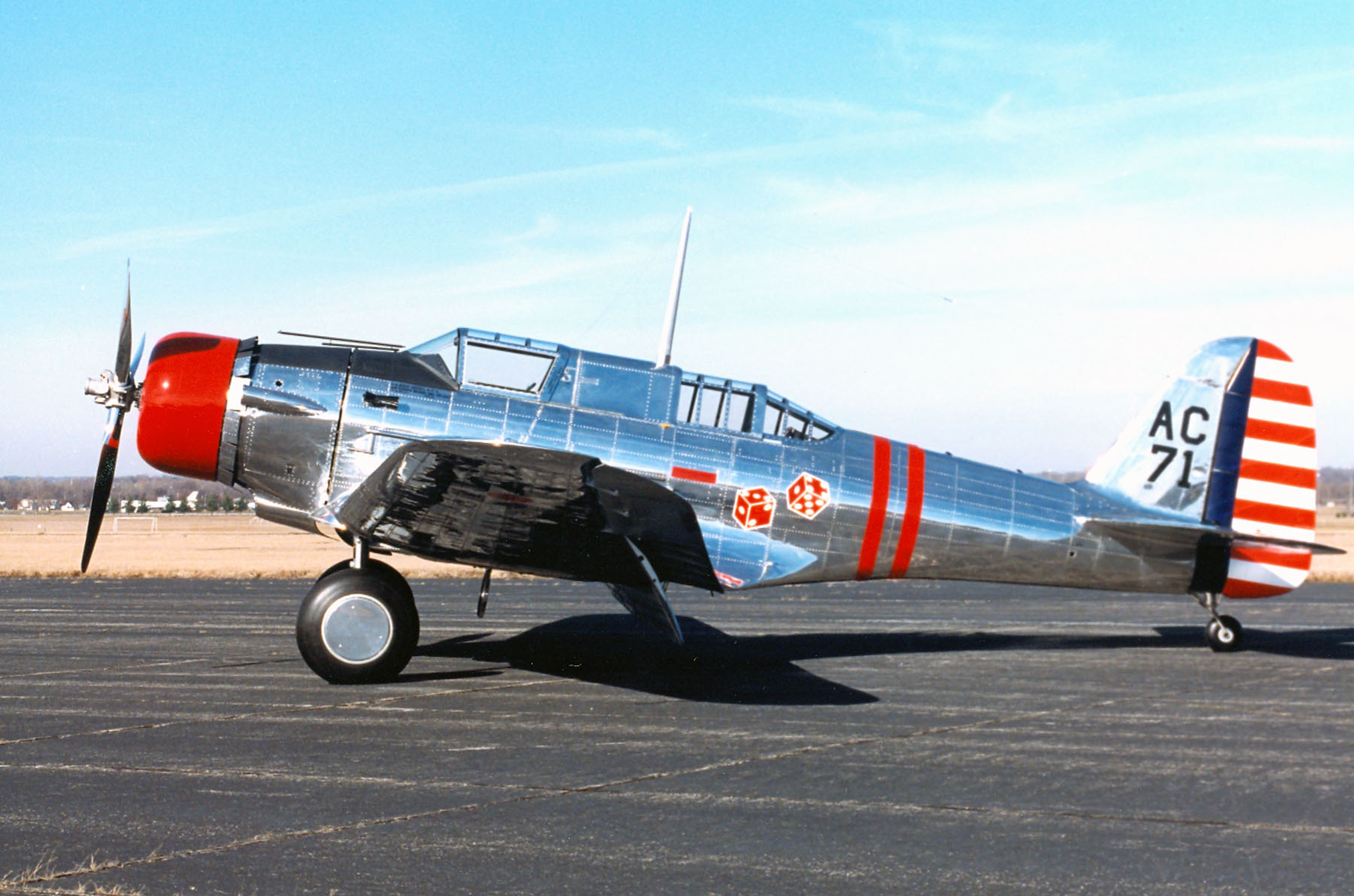
A-17A с бортовым номером 36-0207

### Нидерланды
Нидерланды, остро нуждавшиеся в современных боевых самолётах, разместили заказ на 18 машин модификации 8A-3Ns в 1939 году, причём все они были поставлены к концу года. Поскольку эти самолёты применялись голландскими ВВС в качестве истребителей, большинство были уничтожены атаками Люфтваффе 10 мая 1940 года — в первый день немецкого вторжения.

### Ирак
Ирак закупил 15 Model 8A-4s в 1940 году. Они были уничтожены во время англо-иракской войны в 1941 году.

### Норвегия
Норвегия заказала 36 Model 8A-5Ns в 1940 году. Они не были готовы к началу немецкого вторжения в Норвегию и были перенаправлены в норвежский тренировочный лагерь в Канаде, более известный как «Маленькая Норвегия». Норвегия решила продать Перу 18 из этих самолётов в качестве излишков, но Соединённые Штаты помешали сделке и реквизировали их для обучения своих пилотов. Самолёты также получили индекс А-33. Однако, Норвегия продала свои уцелевшие самолёты Перу в 1943 году.

### Великобритания
В июне 1940 года 93 самолёта USAAC были приобретены Францией и отремонтированы компанией Douglas, в том числе получили новые двигатели. Самолёты не успели поставить до падения Франции, поэтому 61 самолёт был принят британской закупочной комиссией для использования в Британском Содружестве под названием Northrop Nomad Mk I.

### ЮАР
После того как в RAF оценили Northrop Nomad как «устаревший», большинство этих самолётов было отправлено в ЮАР для использования в качестве учебных и буксировщиков мишеней. Из-за нехватки запчастей с 1942 года они постепенно были заменены Fairey Battle. Последние Northrop Nomad были списаны в 1944 году.

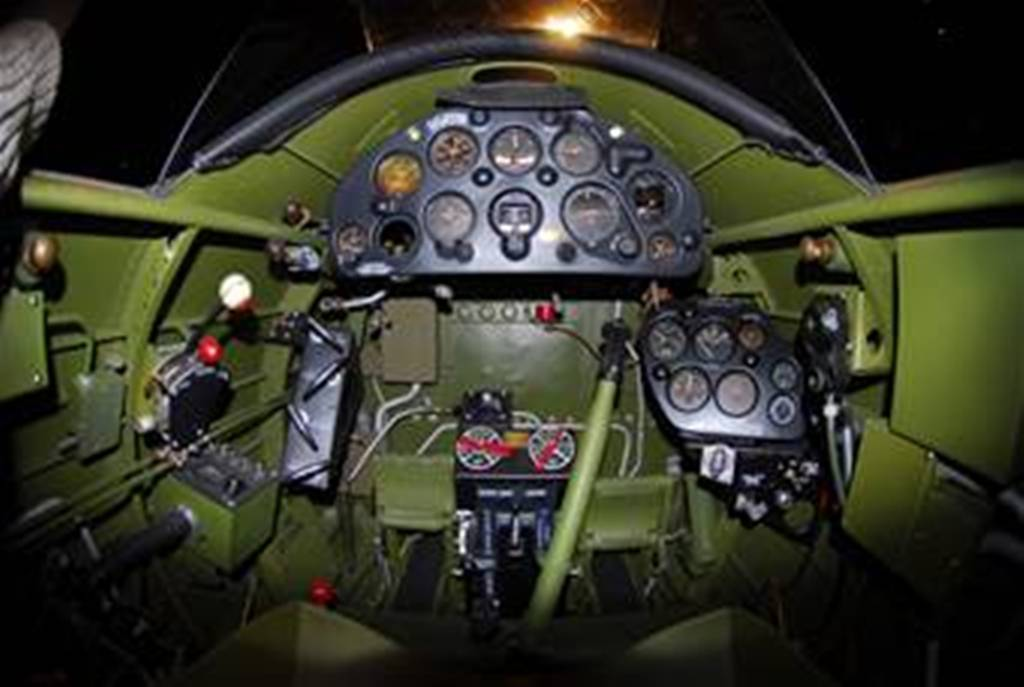
Кокпит A-17A

### Канада
Королевские ВВС Канады получили 32 Northrop Nomad из французского заказа на 93 самолёта. Когда Франция пала в 1940 году, этот заказ был принят Великобританией, которая передала 32 самолёта в Канаду, где они применялись в качестве основных учебных самолётов и буксировщиков мишеней в рамках плана подготовки ВВС Британского Содружества. Они были пронумерованы с 3490 по 3521; все они были приписаны к учебному командованию № 3 RCAF.

## Модификации
- A-17 — базовая версия, производимая для USAAC. Имел неубирающиеся шасси и двигатель Pratt & Whitney R-1535-11 Twin Wasp Jr на 750 л. с. Всего построено 110 единиц.
- A-17A — модификация с убирающимся шасси и двигателем Pratt & Whitney R-1535-13 на 825 л. с. Произведено 129 единиц.
- A-17AS — трёхместная модификация с двигателем Pratt & Whitney R-1340 Wasp. Построено 2 экземпляра.
- Model 8A-1 — экспортная версия для Швеции с убирающимися шасси. Douglas построил 2 прототипа, затем ещё 63 были произведены в Швеции по лицензии. Оснащался двигателем Bristol Mercury XXIV на 920 л. с. Ещё 31 единица была произведена компанией SAAB.
- Model 8A-2 — модификация для Аргентины. Имела неубирающиеся шасси, подфюзеляжное вооружение и двигатель Wright R-1820-G3 Cyclone на 840 л. с. Построено 30 единиц.
- Model 8A-3N — модификация A-17A для Нидерландов. Оснащалась двигателем Pratt & Whitney R-1830 Twin Wasp S3C-G на 1100 л. с. Построено 18 единиц.
- Model 8A-3P — модификация A-17A для Перу с двигателем GR-1820-G 103 на 1000 л. с. Построено 10 единиц.
- Model 8A-4 — модификация A-17A для Ирака с двигателем GR-1820-G103 на 1000 л. с. Построено 15 единиц.
- Model 8A-5N — модификация для Норвегии с двигателем GR-1830-G205A на 1200 л. с. Позднее принята на вооружение в США с индексом Douglas A-33. Построено 36 единиц.

## Лётные характеристики
| Модификация                | Northrop A-17 / A17A                                  | Northrop 8A-1 / ASJA B5B                              | Northrop 8A-2                                         | Northrop 8A-3N                                        |
| Длина, м                   | 9.67                                                  | 9.7                                                   | 9.6                                                   | 9.06                                                  |
| Размах крыла, м            | 14.54                                                 | 14.55                                                 | 14.54                                                 | 14.05                                                 |
| Площадь крыла, м2          | 33.7                                                  | 33.75                                                 | 33.73                                                 | 33.75                                                 |
| Высота, м                  | 2.74                                                  | 2.76                                                  | 3.98                                                  | 2.97                                                  |
| Вес пустого, кг            | 2211                                                  | 2435                                                  | 2145                                                  | 2390                                                  |
| Взлётный вес, кг           | 3328                                                  | 3400                                                  | 4048                                                  | 3580                                                  |
| Максимальная скорость км/ч | 331/354                                               | 352                                                   | 355                                                   | 416                                                   |
| Крейсерская скорость, км/ч | 273                                                   | 300                                                   | 300                                                   | 330                                                   |
| Максимальная дальность, км | 2011/1178                                             | 2200                                                  | 1900                                                  | 2000                                                  |
| Практический потолок, м    | 5915/6004                                             | 6850                                                  | -                                                     | 8800                                                  |
| Мощность двигателя, л. с.  | 750                                                   | 980                                                   | 840                                                   | 1065                                                  |
| Экипаж, чел.               | 2                                                     | 2                                                     | 2                                                     | 2                                                     |
| Стрелковое вооружение      | 4 х 7.62 пулемёта в крыле, 1 х 7.62 пулемёт у стрелка | 4 х 7.62 пулемёта в крыле, 1 х 7.62 пулемёт у стрелка | 4 х 7.62 пулемёта в крыле, 1 х 7.62 пулемёт у стрелка | 4 х 7.62 пулемёта в крыле, 1 х 7.62 пулемёт у стрелка |
| Бомбовая нагрузка, кг.     | 544                                                   | 544                                                   | 550                                                   | 600                                                   |